# Tempestade tropical Laura (1971)
A tempestade tropical Laura foi o último sistema a entrar em atividade durante a temporada de furacões no Atlântico de 1971. Se formou no dia 12 de novembro a oeste do Mar do Caribe, próximo a Cuba, com ventos chegando aos 120 km/h. Por toda a ilha, Laura produziu chuvas fortes e provocou inundações que deixaram uma pessoa morta e causaram danos principalmente à agricultura. Cerca de 26 mil pessoas foram forçadas a deixar suas casas.
Inicialmente, Laura estava prevista para atingir toda a ilha e ainda o sul dos Estados Unidos, mas deslocou-se para sudoeste, atingindo Belize no continente poucos dias mais tarde (Laura é uma das quatro tempestades a afetar este país em um mês de novembro). A partir de então foram poucos os impactos, vindo a se dissipar em 22 de novembro sobre o centro da Guatemala.

## História meteorológica

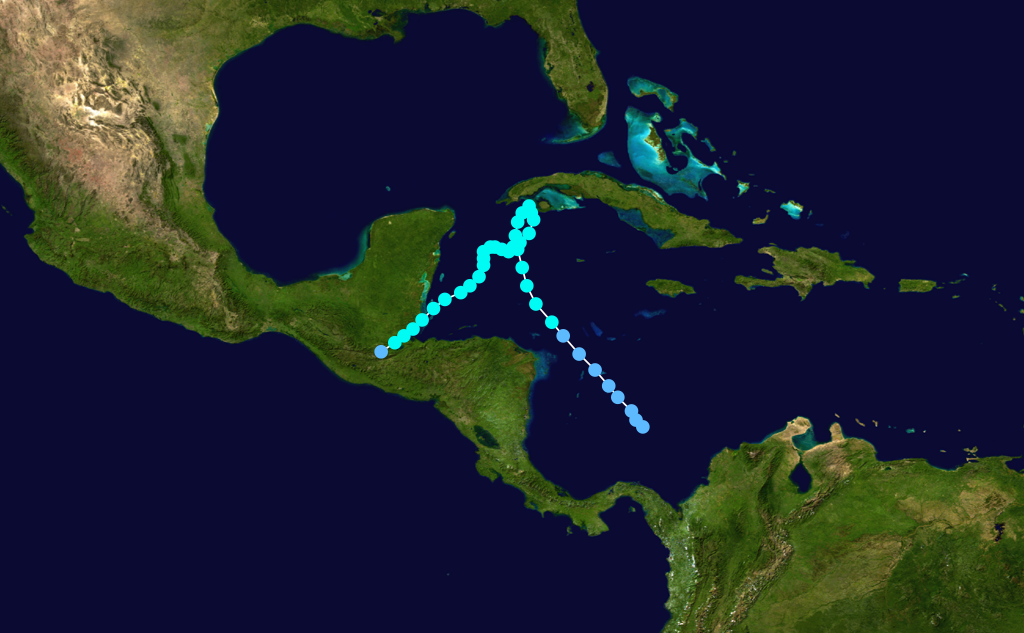
Caminho da tempestade

A tempestade tropical Laura teve início a partir de uma grande área de convecção sobre o sudoeste do Mar do Caribe, no começo de novembro de 1971. No dia 12, uma depressão tropical se formou a cerca de 280 km ao norte do Panamá, movendo-se em direção noroeste lentamente até se organizar e se tornar uma tempestade tropical em 14 de novembro. Após receber o nome "Laura", a tempestade continuou a intensificar-se, quando atingiu o norte de Cuba, apresentando descolamento em direção oeste; no dia 15 de novembro, a velocidade média dos ventos era de 110 km/h. Originalmente, o Centro Nacional de Furacões havia previsto que atingiria a ilha com o status de furacão, bem como que haveria um descolamento para o norte do Golfo do México. Apesar de esperar-se que uma frente fria faria a tempestade avançar em direção norte, uma crista se formou no sudeste dos Estados Unidos, o que impediu Laura de se mover em terra naquela região.
Laura manteve o pico de intensidade de ventos por cerca de 48 horas, sendo que neste período foi registrada a pressão mínima de 994 hPa. As correntes de direção foram inicialmente fracas, o que fez com que a tempestade ficasse à deriva em direção nordeste, antes da crista a norte ter forçado a tempestade a descocar-se para o sudoeste, no dia 17 de novembro. Este caminho em direção ao sudoeste é incomum, sendo que apenas duas outras tempestades - um furacão em 1888 e o Furacão Ike em 2008 - tiveram caminho em direção ao sul quando afetaram Cuba, e ambos atingiram a costa norte do país. Enfraqueceu-se quando avançava de oeste para sul e sudoeste, com os ventos diminuindo para 85 km/h. No entanto a tempestade voltou a se intensificar quando se aproximava América Central, atingindo ventos máximos de 120 km/h no fim do dia 20 de novembro, velocidade média mantida por 30 horas até atingir a costa em Punta Gorda, Belize. Nas primeiras horas do dia 22, o sistema se dissipou sobre o centro de Guatemala.

## Preparativos e impactos
| Ciclones tropicais mais severos — Cuba · Recordes obtidos | Ciclones tropicais mais severos — Cuba · Recordes obtidos | Ciclones tropicais mais severos — Cuba · Recordes obtidos | Ciclones tropicais mais severos — Cuba · Recordes obtidos | Ciclones tropicais mais severos — Cuba · Recordes obtidos | Ciclones tropicais mais severos — Cuba · Recordes obtidos |
| Precipitação                                              | Precipitação                                              | Precipitação                                              | Tempestade                                                | Local                                                     | Ref                                                       |
| Ranking                                                   | mm                                                        | in                                                        | Tempestade                                                | Local                                                     | Ref                                                       |
| --------------------------------------------------------- | --------------------------------------------------------- | --------------------------------------------------------- | --------------------------------------------------------- | --------------------------------------------------------- | --------------------------------------------------------- |
| 1                                                         | 2550                                                      | 100.39                                                    | Furacão Flora                                             | 1963                                                      | [ 4 ]                                                     |
| 2                                                         | 1092                                                      | 42.99                                                     | Furacão Dennis                                            | 2005                                                      | [ 4 ]                                                     |
| 3                                                         | 1025                                                      | 40.34                                                     | Depressão Tropical Um                                     | 1988                                                      | [ 4 ]                                                     |
| 4                                                         | 1012                                                      | 39.84                                                     | Furacão Alberto                                           | 1982                                                      | [ 4 ]                                                     |
| 5                                                         | 870                                                       | 34.25                                                     | Furacão Frederico                                         | 1979                                                      | [ 4 ]                                                     |
| 6                                                         | 849                                                       | 33.43                                                     | Depressão Tropical Um                                     | 1992                                                      | [ 4 ]                                                     |
| 7                                                         | 825                                                       | 32.48                                                     | Tempestade Tropical Laura                                 | 1992                                                      | [ 4 ]                                                     |
| 8                                                         | 800                                                       | 31.50                                                     | Furacão Irene                                             | 1999                                                      | [ 4 ]                                                     |
| 9                                                         | 754                                                       | 29.69                                                     | Furacão Michelle                                          | 2001                                                      | [ 4 ]                                                     |
| 10                                                        | 747                                                       | 29.41                                                     | Furacão Lili                                              | 1996                                                      | [ 4 ]                                                     |

Quando Laura atingia as Ilhas Cayman, produziu cerca de 75 mm de precipitação. Como ela estava se movendo lentamente ao largo da costa de Cuba, Laura provocou chuvas fortes e intensas, incluindo cerca de 500 mm na Ilha da Juventude; uma estação da ilha registrou 360 mm em 24 horas. O maior total de precipitação no país foi de 830 mm. Quatro províncias foram afetadas, incluindo a Ilha da Juventude, Pinar del Río, La Habana e Havana. Na Ilha da Juventude, os ventos chegaram aos 120 km/h, com picos de 130 km/h. No continente, a tempestade destruiu 20 casas e vários galpões de tabaco, além de danos em plantações de café, cana-de-açúcar, frutas e hortaliças. Devido aos alagamentos, cerca de 26 mil pessoas foram forçadas a deixar suas casas em Pinar del Río, e uma pessoa se afogou na província quando atravessava um rio. Acredita-se que a passagem da tempestade tenha desviado um bando de alcatrazes-comuns em direção à América Central e ao litoral norte da América do Sul. Essa espécie de gaivotas é geralmente encontrada nos países do Atlântico central, sendo que elas estavam migrando para a costa do Golfo do México e foram afetadas pela tempestade em Cuba.
Quando o caminho de Laura era incerto, os meteorologistas aconselharam os pescadores da Península de Iucatã e do sul da Flórida a permanecerem ancorados. Alertas de vendaval também foram emitidos para as Florida Keys, devido à incerteza. Danos significantes não foram registrados na América Central, embora chuvas fortes foram observadas em toda a região. Na ilha de Glover's Reef, na costa das Honduras Britânicas (atualmente Belize), a tempestade assolou um grupo de cerca de 20 cientistas filiados ao Instituto Smithsoniano, que foram afetados pelos fortes ventos e chuvas, exigindo um resgate. A tempestade também provocou pequenos danos em vários edifícios ao longo do continente.
Laura foi uma das apenas quatro tempestades a atingir Belize em um mês de novembro, sendo as outras uma tempestade tropical em 1898, um furacão em 1942 e o Furacão Ida em 2009.